# がんばれゴエモン 東海道中 大江戸天狗り返しの巻
『がんばれゴエモン 東海道中 大江戸天狗り返しの巻』（がんばれゴエモン とうかいどうちゅう おおえどてんぐりかえしのまき）は、コナミが開発し2005年6月23日に発売されたニンテンドーDS用アクションアドベンチャーゲーム。がんばれゴエモンシリーズの一つ。
『冒険時代活劇ゴエモン』や『ゴエモン 新世代襲名!』のような派生作品ではなく、『がんばれゴエモン〜大江戸大回転〜』以来となる本家開発チームによる正統なシリーズ作品であり、開発チームの中心人物として長らくシリーズを手掛けてきた山内円と蛭子悦延が中心となって制作した。音楽は後に『ラブプラス』（2009年）を手掛ける市橋康弘が担当している。
「ゴエモンシリーズ復活」を大々的にアピールしていたが、本作を最後にがんばれゴエモンシリーズを手掛けたスタッフは解散したため、現時点における事実上の最終作となっている。

## 物語
いつもながら平和なはぐれ町。ある日の昼下がり、ゴエモンとエビス丸は長屋でのんびりと過ごしていると、突然おみっちゃんが何かの紙を握って慌てて入ってきた。瓦版がなんとゴエモンとエビス丸の手配書を配っていたのだ。身に覚えのない悪事にゴエモン達が無実を証明するために奉行所に行こうと身なりを整えて長屋を出ようとしたその時、役人たちが血相を変えてやって来てゴエモンとエビス丸を縛り上げ、奉行所に連れて行ってしまった。そしてはぐれ町の奉行・遠山金衛門により有罪判決を言い渡され、二人は問答無用で牢屋に放り込まれてしまう。
ヤエの助力によって何とか牢屋から抜け出し、自分達の偽者が現れる事になっている「ほろほろ寺」へ向かったゴエモン達は、その奥で「Mr．五右衛門団」を名乗る謎の集団に遭遇する。不恰好ながらも自分達に似せようとしている姿から、彼らが手配されている悪党達であることを確信するも、怒った妖怪の妨害に遭って、Mr.五右衛門団には逃げられてしまう。
ゴエモンたちからMr.五右衛門団の存在を聞いた金衛門はあくまで一時休廷とし、完全に疑惑を晴らす条件として真犯人であるMr.五右衛門団の捕縛を命じる。
こうして、ゴエモンたちはMr.五右衛門団を探し出すべくはぐれ町から旅立ち、東海道中を渡る旅へと出るのであった。

## ゲーム内容

### アクションアドベンチャー要素
本作ではアクションアドベンチャー系列の作風を踏襲しており、クォータービュー視点の3Dグラフィックで描かれたマップを探索し、キャラクター固有の特殊能力を駆使して道中を進んでいく（一部のアクションステージおよびボス戦はサイドビューに変化する）。ストーリーは全8話からなる章仕立てのオムニバス構成となっており、各話の最後に登場するボスキャラクターを倒すとステージクリアとなる。東海道の旅を描く。FC初期作のような和風情緒の雰囲気が色濃く現れた作風であり、旧作の特徴であったSF要素は控えめとなっている。
ニンテンドーDSのタッチスクリーン機能を活かしたゲームメカニクスが組み込まれており、道中の謎解きに使うほか、ボス戦でタッチを行うことで戦いを有利に進めることができる。また、ゴエモンインパクト戦は従来の主観視点による3Dバトルからタッチパネルに表示されたアイコンをタッチすることでインパクトを動かすシステムとなっている。また特定の場所をタッチすることで隠れキャラ「のすとらくん」が出現する。
プレイヤーのライフ（体力）は最大10（ハート5個分で、1つにつき2ダメージ耐えられる）、残機の初期数は3。敵の攻撃やトラップを受ける、水場に落ちる（人魚変化中のヤエを除く）などでライフが減る（鎧を所持していれば防止可能）。ライフが0になるとミスとなる。また穴への落下や道中を転がってくる大型の障害物に巻き込まれた場合はライフの残量に関係なく即ミスとなる。ミスした際はライフはハート3個、武器レベルは最低の状態から再開となる。残機がなくなるとゲームオーバーとなり、前回セーブしたところから再開するかタイトルに戻るかを選ぶ。残機は「大入り袋」の購入で最大9まで増加可能。
敵を倒したときに出現するお金を取得することで増加し、サブウェポンの使用時やよろずやでの買い物などで消費する。イベントで最大所持金を増加させることができ、初期状態で200両、最大999両でまで持てるようになる。。
敵から出現する「白い招き猫」を取るとメインウェポンのレベルが上がり、攻撃力が上がる（最高3段階まで）。ダメージを受けるとレベルが下がるが、鎧を装備していれば防止できる。「金の招き猫」を取るとライフが全回復し武器レベルも最高になる。

### インパクト戦
本作ではタッチパネルをリモコンに見立て「コントローラーでインパクトを遠隔操縦する」という設定になった。
横視点の画面にてインパクトとボス敵が対峙し、その手前にてリモコンを持ったキャラクターが表示される。インパクトと同時にキャラクター自身も十字キーの操作によって動かすようになり、敵が妨害を仕掛けてくるようになった。敵の体力を0にすれば勝ちとなり、逆にインパクトの体力が0になると敗北となる。
キャラクターがダメージを受けてリモコンを落としてしまったり、インパクトから離れすぎると電波が圏外となってインパクトが操作不能となる。大ダメージを受けるとインパクトの首が180度回転してしまい。一部の技に影響が生じる。敵を攻撃することで必殺ゲージと気絶ゲージが溜まり、前者がたまると必殺技が使用可能になり、後者がたまると敵メカが気絶する。また、戦闘中雑魚敵がアイテムを運んでくることがある。
インパクトへの指示はDSのタッチスクリーンに書かれたパネルをタッチすることで行い、キャラクター本体はボタンと十字キーで操作する。パネルには以下の種類がある。
右パンチ、左パンチ
右パンチは隙の少ないストレートパンチ。左パンチは隙が大きいが威力が高く攻撃範囲が広いアッパーカット攻撃。連続でタッチすると強力なコンビネーション攻撃になる。相手をつかんでいる際はつかんだ敵をパンチで殴り飛ばす。
右移動、左移動
押した方向にインパクトが移動する。インパクトの向いている方向のパネルを2回連続タッチするとダッシュする。インパクトの向きと逆方向のパネルを2回連続タッチするとバックステップをし、敵の一部の攻撃の回避に有効となる。相手を掴んでいる際は押した方向に投げ飛ばす。
鼻小判
小判攻撃。威力は低いが敵がガードしている間もダメージを与えられる。インパクトの顔が向いている方向に発射する。
ガード
敵の攻撃のダメージを減らす。ガードできない攻撃もある。相手をつかんでいるときは頭突き攻撃となる。
つかみ
相手をつかむ。相手が気絶しているときやガードしているときに有効。
必殺技
相手に大ダメージを与える強力な攻撃。敵を攻撃する、アイテムを取得するなどで必殺ゲージが溜まっていき、以下の3種類の必殺技が出せる。また、必殺技発動中は無敵となるためカウンターの要領で出すと有効。
相手をつかんでいるときは「吸収」パネルになり、敵から必殺ゲージを吸い取る。
- 百烈パンチ
ゲージ1個分で発動可能。連続パンチ攻撃。必殺技パネルを連続タッチすることでダメージが増加する。
- んが砲
ゲージ2個分で発動可能。口からのレーザー攻撃。インパクトの顔の向いている方向に発射する。
- キセルボム
ゲージ3個分で発動可能。最大の必殺技として返り咲いたキセルからの爆弾攻撃。相手と隣接時はキセル攻撃＋ボム攻撃で2ヒットする。旧作で存在した相手を強制的に引き寄せる効果は削除されているため、相手との間合いが離れすぎていると外れてしまう。

自爆ボタン
真ん中のパネル。押すと数十秒後にインパクトが自爆、自動的に負けとなる（この間わずかにインパクトの攻撃力が増加する）。自爆はLRボタンを連打することで解除可能。説明書には「ロボットにとってなくてはならない機能」と記載されている。

## 登場人物

### プレイヤーキャラクター
ゴエモンとエビス丸は最初から使用可能で、サスケとヤエはストーリーの途中から使えるようになる。セレクトボタンでキャラクターを交代でき、状況に応じてキャラクターを切り替える必要がある。メインウェポン、サブウェポン、特殊能力はLボタン＋十字キーの左右で切り替えることができる。
随所には道場があり、そこでお金を払うことで術を覚えることができる。500両（ゴエモンのみ覚えられるようになるタイミングの関係上300両）。敵を倒したときに出る「巻物」を取ると、術を繰り出すためのゲージが増え、満タンになるとRボタンを「術」にあわせ、Xボタンを押すことで術が使える（一度使うとゲージは空になる）。術は基本的に画面内のすべての敵にダメージを与える。
ゴエモン
声 - 松本保典
このゲームの主人公。今回は無実の罪を証明するために東海道中を旅することになった。
メインウェポン：キセル
“キセル→銀のキセル→金のキセル”の順にレベルアップし、前方へのリーチと攻撃力が増加する。
サブウェポン：小判（1両消費） / タメ撃ち：スーパー小判（2両消費）
撃った方向に直進して飛ぶ。スーパー小判はイベントで入手し敵などを貫通して飛ぶが、謎解きに利用する局面は存在しない。
特殊能力：パワーグローブ
イベントで入手。インパクトブロックを動かすことができる。攻撃も一応可能だが、スキが大きい。
術：戦国インパクトの術
インパクト風の姿に変身し背中に背負った大砲から砲弾を発射して画面全体に攻撃する。

エビス丸
声 - 緒方賢一
「正義の忍者」を自称するゴエモンの相棒。メイン武器のおでんを持って、ゴエモンと共に東海道中を旅する。
メインウェポン：おでん
“おでん→リッチなおでん→豪華なおでん”の順にレベルアップし、前方へのリーチと攻撃力が増加する。
サブウェポン：手裏剣（1両消費） / タメ撃ち：おならの術（2両消費）
手裏剣は撃った方向に直進して飛ぶ。おならはイベントで入手し、特定のポイントで使うと仕掛けを動かせるが攻撃には不向き。
特殊能力：バレリーナドリル
イベントで入手。地面にもぐることができる。トラップをかわすときにも有効。攻撃不可。
術：天女の術
天女に変身して空中からハートを落とし画面全体に攻撃する。

サスケ
声 - 坂本千夏
物知り爺さんがこしらえたからくり忍者。
第2話の道中にて合流する。今作ではちょんまげ攻撃がない。
メインウェポン：クナイ
“クナイ斬り→波動クナイ斬り→クナイ投げ斬り”の順にレベルアップし、リーチと攻撃力が増加。最高段階の時は前方にクナイを一発射出する。。
サブウェポン：花火爆弾（2両消費） / タメ撃ち：大花火爆弾（4両消費）
放物線を描いて投げ（飛ぶ距離は短い）、爆発する攻撃のほか障害物破壊に使える。大花火爆弾は爆発の範囲が広がる。
特殊能力：風船
イベントで入手。装備中は攻撃できなくなるが、ジャンプした中の滞空時間が長くなり、遠くの足場へと渡るときに重宝する。
術：大凧の術
大凧に乗って空を飛び、爆弾を落として画面全体に攻撃する。

ヤエ
声 - 笠原留美
秘密特捜忍者のくノ一で、ゴエモン一行のお姉さん的存在。
プロローグにて囚われたゴエモンたちの脱獄を手引きした後、第3話の町ステージで合流する。
本作で姉の存在と名前の漢字表記が「八重」だと判明した。
メインウェポン：刀
“ヤエの刀→くノ一の刀→竜巻の剣”の順にレベルアップしリーチと攻撃力が増加する。最高段階の時は刀を振ると同時に小さな竜巻を前方に射出する。
サブウェポン：ヤエバズーカ（2両消費） / タメ撃ち：ホーミングバズーカ（4両消費）
撃った方向に直進して飛ぶ。ホーミングはイベントで入手。複数の敵や的に狙いを定め、一度に撃つことができる。
特殊能力：ヤエ人魚
イベントで入手。お馴染みの「人魚変化の術」だが、本作では仕様変更され「水上を移動する」という能力になっており、変身時の外見も旧作の地上で変身した時のように鯉のぼりを着ぐるみのように着込むという格好に変更されている。
旧作と異なって地上で変身してから出ないと水上に入れない。また変身中も地上で動けるものの攻撃は不可で、移動速度とジャンプ力が大幅に下がるというハンデがつく。
術：乱れサイコロの術
ちんちろりんを行ってサイコロを振り、画面全体に攻撃する。

ゴエモンインパクト
声 - 松本保典
巨大からくりメカ。キセルボムを再び武器に加えて敵の巨大メカと戦う。従来は搭乗式だったが、今回は遠隔操作のリモコン式になった、

### その他の登場人物
遠山金衛門
モデルは遠山の金さんこと遠山景元。はぐれ町の奉行所の奉行。騙し絵のお面をつけている。お面の位置の変化によって性格もコロコロ変わり、普段は温厚ながらも威厳ある口調で一人称も「私」だが、面が上下ひっくり返ると粗野な口調に変わり、一人称も「オレ様」に変わる。
ゴエモンとエビス丸に有罪判決を下した後、Mr.五右衛門団なる窃盗団の存在を聞いて一時休廷とし、疑惑を完全に晴らす条件として窃盗団の捕縛を命じた。
実は一連の事件の真の黒幕。家柄が低いせいで下町の役人までにしかなれないことに不満を抱き、三種の神器の力で自身が将軍になって国を支配しようと目論んでいた。そしてペルリやMr.五右衛門団を唆して影で操り、真相を知っていながらもゴエモン達に無実の罪を着せた極悪奉行である。ペルリからは桜さんと呼ばれていたが面の下の素顔を一切見せることがなかったため正体を知られておらず、引き渡された際にその場のノリと勢いで彼が降らせた桜吹雪を見たことで、彼が真犯人であることが明らかになった。
非道な性格で、ペルリに開国を約束して三種の神器を集めさせようとしたが、元々開国する意思などさらさらなく、三種の神器が揃うと用済みとして極刑を言い渡した。
決着後も野望を諦めることはなく、悪びれる様子も見せずに必ず戻ってくると捨て台詞を残して捕縛された。
ペルリ
天狗の面を被った異人。大砲で武装した空を飛ぶ黒い船に乗ってゴエモンの行く先に度々現れ、三種の神器を狙う。
本拠地を京に置いている。普段は語尾に「デス」を付けて話すが、怒ると関西弁で話す。
本来の素性は外交官で、江戸と交流を深め商品の流通を行うためにやってきたものの日本が鎖国していたため、誰にも相手にされずに途方にくれていたところを正体を隠した遠山金衛門に唆され、悪事に加担させられることになった。
事件後、彼らを利用した罪を償って江戸に戻った暁に、殿様に頼んで開国してもらうことをゴエモンに約束してもらった。
Mr.五右衛門団
ゴエモンたちに成りすまし窃盗団として悪行を働いていた、「Mr.五右衛門」「ヒルコ丸」「佐助」からなる三人組。
実は、飢饉に喘ぐ故郷の村を救いたい一心に漬け込まれ、村を救えると騙されて金衛門やペルリに利用されていただけだった。事実の発覚後、ゴエモン達に許してもらい、金谷の村のために働くことを約束した。
Mr.五右衛門とヒルコ丸は、本物のゴエモンとエビス丸に比べかなりインパクトのある見た目をしているのに対し、佐助は本物のサスケに比べかなり陰鬱そうである（エビス丸からは全然似ていないといわれ、サスケ本人は「この人が拙者の偽者か」とこぼしていた）が、水泳が得意で、和解後にヤエに人魚変化の術を教えてくれる。
おみっちゃん
声 - 小林沙苗
はぐれ町の茶店「みつまめ」で働く、はぐれ町のアイドル。彼女の父親がひそかに他の茶店に出稼ぎへ出ている。
物知り爺さん
伊賀の山奥に住む自称「天才からくり発明家」。神奈川にて天狗教団にて捕まっていたが、ゴエモン達に救われている。
鈴
ほろほろ寺に修行に来た女剣士。鈴が描かれている胴を着けている。よく早とちりをする。
製作段階では、ヤエに代わってプレイヤーキャラクターとしての参加が予定されていたが「ゴエモン復活なのにヤエが使えないのはまずいだろう」ということでイベントキャラクターになった。
ほろほろ和尚
ほろほろ寺の和尚。かくれんぼが好き。
ヒトエ
由比忍び村の村長を務める若きくのいちで、ヤエの姉。右眼に眼帯をつけている。「なり」が口癖。村に伝わる忍びの宝剣を三種の神器の一つと勘違いした窃盗団により人質に取られてしまう。
彼女の登場でヤエが八人姉妹であるらしい疑惑が浮上した（実際にゲーム中でも町民が同じ疑問を話すことがある）。
徳太郎
はぐれ町に住む、画家を目指す少年。ゴエモン達と同時期にある人物の元で修行することとなり旅立ち、道中でもたびたび彼と出会うことになる。そのある人物というのは歴史的偉人で、徳太郎も後の歌川広重である。彼に関するイベントをこなすと、持てる所持金の上限を増やす「巾着」がもらえる。
かも兵とねぎ作
運び屋家業をするコンビ。ある人に頼まれて天狗の面を運ぶ。ゴエモンたちの行き先にたびたび現れる。
道中彼らに何回会って会話するかによって最終ボスの強さが変わる。
浜村弘一
エンターブレインの社長。DS本体にゲームボーイアドバンス用ソフト『傑作選!がんばれゴエモン1・2 ゆき姫とマッギネス』を入れると、ある場所に出てくる番外編のキャラクター。
バカタール加藤
ゲーム誌『ファミ通』の編集長。『ゆき姫とマッギネス』を入れると、ある場所でインパクトの代わりに操縦することになる。
のすとらくん
特定箇所をタッチすると出てくる隠れキャラクター。15人見つけるとダウンロードできるミニゲームが増え、全員見つけるとコスチュームチェンジ機能が加わる。なおプラズマの占いでいる場所のヒントをくれる。
新世代
ある人の名前を語ったとして牢屋に捕らわれている。姿は『ゴエモン 新世代襲名!』のゴエモンであり、目にぼかしがかけられている（しゃべり方も異なっている）。また由比にある手裏剣の的に彼に似たかかしがあり、悲惨な扱われ方をしている。なお、コスチュームチェンジが解禁されると、キャラクターチェンジ時にゴエモンがこの姿になり、名前表示も「新世代」になる。
ケン助
花魁言葉で喋るオカマ。過去の作品にも登場し、ゴエモンの家に勝手に上がりこんでいる不法侵入者である。『でろでろ道中』で悪質な方法で金を無心したのと同様、今作ではゴエモンに250両でスーパー小判を売りつける。買わなくてもゲーム自体はクリアできる。
プラズマ
声 - 緒方賢一
占い屋。今作では攻略ヒントではなく、のすとらくんの居場所のヒントをくれる。町の人からは役に立たないと不満がられている。のすとらくんを全員見つけた後は、役目が終わったとして閉店してしまう。
町民
街中を歩いており、Aボタンやタッチで話しかけることができる。攻略に重要な情報を話す者や、どうでもいいことを話す者、ゴエモンたちに頼み事をする者もいる。数回話しかけることで対応が変わる町民もいる。一部の町民に攻撃すると『がんばれゴエモン2 奇天烈将軍マッギネス』のように役人が襲い掛かってくる。
役人
第一話で牢から脱走したゴエモンたちを追いかけてくるほか、町民を攻撃したときにも登場する。マップを変えると登場しなくなる。倒すことができ無限に登場するが、倒し続けていくと役人→新撰組→自衛隊とパワーアップしていく。例外として、由比忍び村のみ攻撃しても出現しない。
籠屋
話しかけるとすでに行ったことのある主要な町まで連れて行ってくれる。無料。
スリ
接触すると所持金の半分を盗まれる。攻撃すれば金を盗まれないほか、盗まれた場合も攻撃すれば全額返ってくる。
マッギネス
『がんばれゴエモン2 奇天烈将軍マッギネス』に登場した悪役。現在は日本にとどまって、漆職人として励んでいる模様。『ゆき姫とマッギネス』をセットした場合のみ登場するゲストキャラクターの一人で、彼らに会っても特に意味は無いが近況を聞くことができる。
マーブル5人衆
マッギネス直属の部下である科学者5人組。『ゆき姫とマッギネス』をセットした場合のみ登場。新しい巨大ロボットを造っている者や、原作での出番の無さや後付け設定をネタにする者などがいる。
クロベエ
シリーズに度々登場する忍者猫。ほろほろ寺で忍術の修行をしている。『ゆき姫とマッギネス』をセットした場合のみ登場。
桂歌丸
声 - 桂歌丸
各話の合間にナレーションをする。黄緑色の羽織を着ている。

### 敵キャラクター

#### ボス
とうろうき
最初のボス。巨大なろうそくの姿をした妖怪。頭の炎をタッチして消すと弱らせることができる。
すけろく
第二のボス。歌舞伎役者のような姿をしている。毒霧を出したりとレギュラーボスキャラクターのカブキに酷似している。なお、別に黒子が2体出現する。また、番傘はルーレットのようになり、タッチするとアイテムもしくは、爆弾が振ってくる。運が良いとたらいが落ちてきて、ダメージを与えられる上、少しの間気絶する。
ガブリエル
第三のボス。こけしの姿をした怪物。
横スクロール形式で戦う。2パターンの攻撃形態になる。文楽人形のような顔の変型をするが、このときにタッチペンで円を描くと目を回して無防備になる。
提灯魔人
第四のボス。かつては『ゆき姫救出絵巻』の四国ステージのボスとして登場し、ゴエモンとエビス丸に立ちはだかった獅子頭の怪物。
ゴエモンとエビス丸に敗れた後、祭りのやぐらの中に封印されていたらしいが、ペルリによって封印を解かれ、ゴエモンたちに復讐するべく、襲い掛かる。
ちなみに、戦闘前の会話で本作の時系列が『ゆき姫救出絵巻』から10年が経過した頃に当たることが明らかになる。
ハニハリュウ
第五のボス。巨大な龍型の埴輪。本体は上に乗っているハニハで、龍の胴体に攻撃しても意味が無い。
ナレーションでは1つ首のヤマタノオロチとされている。
ニセペルリ
第六のボス。影武者として作られたペルリそっくりのロボット。鉄球を投げつける、砲弾を発射するなどの攻撃を行い、直接攻撃以外にも鉄球を跳ね返すことでダメージを与えることができる。これ以降のボス戦は横スクロール式となる。
ペルリ
第七のボス。攻撃はニセとほぼ同一だが、移動速度や弾の発射速度などが強化されている。
遠山金衛門
第八のボス。本人は攻撃らしい攻撃はしてこず滑車付きの雛壇に座りながら左右に動き回る程度で、画面の端や天井に潜むザコキャラクターが投げてくる攻撃を跳ね返してダメージを与える。怒り面では桜吹雪を降らせて来る。仮面をタッチすることで攻撃方法を調節できる。
また、一定周期で床板がぐらつくようになり、同じ位置に長時間とどまっていると床が抜け落ちて地下に落とされてしまう。その場合は、画面内のロープをタッチで引っ張って弓の要領でキャラクターをジャンプさせて脱出させなくてはならない。

#### インパクトボス
天狗岩
インパクト戦最初のボス。岩なので体力は低く反撃もしてこない。
大チャンコ
インパクト戦第二のボス。相撲取りと釜を組み合わせたような巨大メカ。本作プロデューサーの蛭子悦延が声をあてている。
タイサンバDS
シリーズに度々登場する魚型巨大からくりメカ・タイサンバシリーズの新型。
このバトルのみ、戦闘フィールドが1画面で固定となり、大きく遠方に引いた視点での戦闘となる。
天狗りキング
本作の最終ボス。日本征服のために封印を解かれた巨大兵器で、天狗の姿をした自律型巨大からくりメカ。
攻撃方法は多彩で体力も非常に高いが、道中でかも兵とねぎ作にあって会話をすることで頭部パーツに変化が生じ弱体化する。「天狗り返し」という本作のタイトルの元になった大技を使用する。

#### ザコ
オニバー
1頭身の鬼だが、近づくと口から巨大な手を出してパンチで攻撃してくる。
モロンゾーナ
一つ目の妖怪。離れていると火を吐いて攻撃し、近づくと頭に生えた蛇で攻撃してくる。
マトリョーメカ
マトリョーシカの様なメカ。攻撃すると小さくなり素早くなる。
これらのザコキャラクターは、雑誌『コミックボンボン』誌上で行われた、敵キャラコンテストで入賞したキャラクターで、エンディングにも応募者の名前と共に載っている。

## 主なスタッフ
- 制作 - ゴエモン制作委員会
- 企画・脚本・監督 - 山内円
- 美術監督 - 須江信人
- 着色 - 海野有希、生形奈緒美
- 管理 - 中座洋次
- サウンドプロデューサー - 鈴木英之
- 音楽 - 市橋康弘
- 効果音 - 兼田潤一郎
- イラストレーション - 日野史子
- プロデューサー - 蛭子悦延
- 統括プロデューサー - 石川裕崇
- エグゼクティブプロデューサー - 吉岡基行
- 製作総指揮 - 石塚通弘